# Saint-Cyr (Alto Vienne)
 Saint-Cyr  (en occitano Sent Circ) es una población y comuna francesa, situada en la región de Lemosín, departamento de Alto Vienne, en el distrito de Rochechouart y cantón de Saint-Laurent-sur-Gorre.

## Demografía
| 651 | 557 | 531 | 543 | 560 | 616 | 141 |
| Para los censos de 1962 a 1999 la población legal corresponde a la población sin duplicidades (Fuente: INSEE [Consultar]) |     |     |     |     |     |     |